# A9home
A9home — настольный компьютер малого форм-фактора, работающий под управлением операционной системы RISC OS Adjust32. Разработан компанией Advantage Six, производился компанией Simtec Electronics. Официально представлен на Wakefield Show в 2005 году и является вторым коммерческим компьютером на базе процессора архитектуры ARM под управлением 32-битной версии RISC OS. После прекращение продаж компьютеров Iyonix PC (англ.), A9home остался единственным компьютером созданным специально для работы с RISC OS.
A9home меньше, чем Mac Mini, и имеет кобальтово-синий алюминиевый корпус с размерами 168×103×53 мм. Компьютер имеет процессор 400 МГц Samsung ARM9, 128 Мб SDRAM ОЗУ, 8 МБ видеопамяти и внутренний жёсткий диск на 40 Гб. На передней стороне корпуса есть два порта USB 1.1, разъёмы для микрофона и наушников. На задней стороне есть два порта USB 1.1, два разъёма PS/2, сетевой разъём Fast Ethernet 10/100 BaseT, последовательный порт RS232 и разъём подключения питания. Как и Mac mini, он имеет внешний блок питания (5 В, 20 Вт). Кроме того есть кнопка питания/сброса, светодиодные индикаторы статуса и активности жёсткого диска. Расширение при помощи установки внутренних плат не предусмотрено.
A9home может использовать программу Aemulor для работы в режиме эмуляции старых 26-битных приложений. Aemulor изначально была разработана для Iyonix PC.
В апреле 2006 года компания Advantage Six объявила, что сконцентрирует усилия на коммуникационных возможностях в ходе подготовки к Wakefield Show 2006 года. На шоу был продемонстрирован интегрированный Bluetooth. Хотя объявлялось, что A9home будет продаваться конечным пользователям, пользовательская версия RISC OS 4 для него так и не была выпущена. С тех пор RISCOS Limited не сообщала, когда их операционная система будет готова, и будет ли готова вообще.

## История разработки

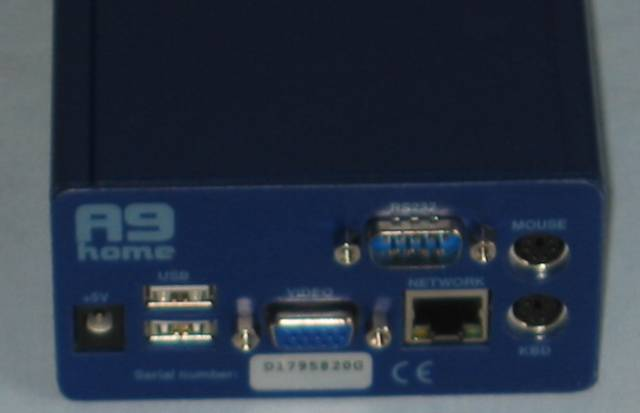
Вид сзади

В 2004 году RISCOS Limited в частном порядке начала работы над версией RISC OS, которая поддерживала бы 32-битный режим адресации памяти, имеющийся на современных компьютерах на базе ARM — RISC OS Adjust (Adjust 32), которая совместима с существующими процессорами ARM и создана для работы как во встраиваемых системах, так и для настольных платформ. Первым и с тех пор единственным компьютером, использующим 32-битную версию системы является Advantage6 A9home. Он был выпущен в мае 2006 года после 12 месяцев бета-тестирования, несмотря на то что текущие сборки Adjust 32, называющиеся RISC OS 4.42, являются предрелизом, а финальная версия системы ещё не выпущена. Планировалось, что A9home станет первым в серии машин, другие в которой будут работать под управлением Linux.
И 26-битная, и 32-битная сборки новых выпусков RISC OS 4 теперь могут компилироваться из одного и того же исходного кода, но должны быть модифицированы для запуска на каждом поддерживаемом типе машин индивидуально, так как в настоящее время RISC OS не имеет уровня аппаратных абстракций. Вместо этого операционная система имеет аппаратно-абстрагированное ядро, которое позволяет подменить специфический код для каждой поддерживаемой платформы.